# Dort

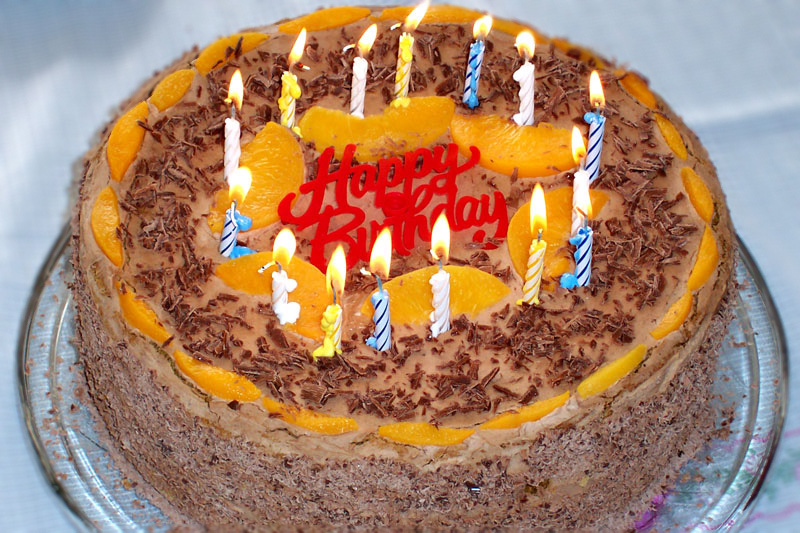
Narozeninový dort.

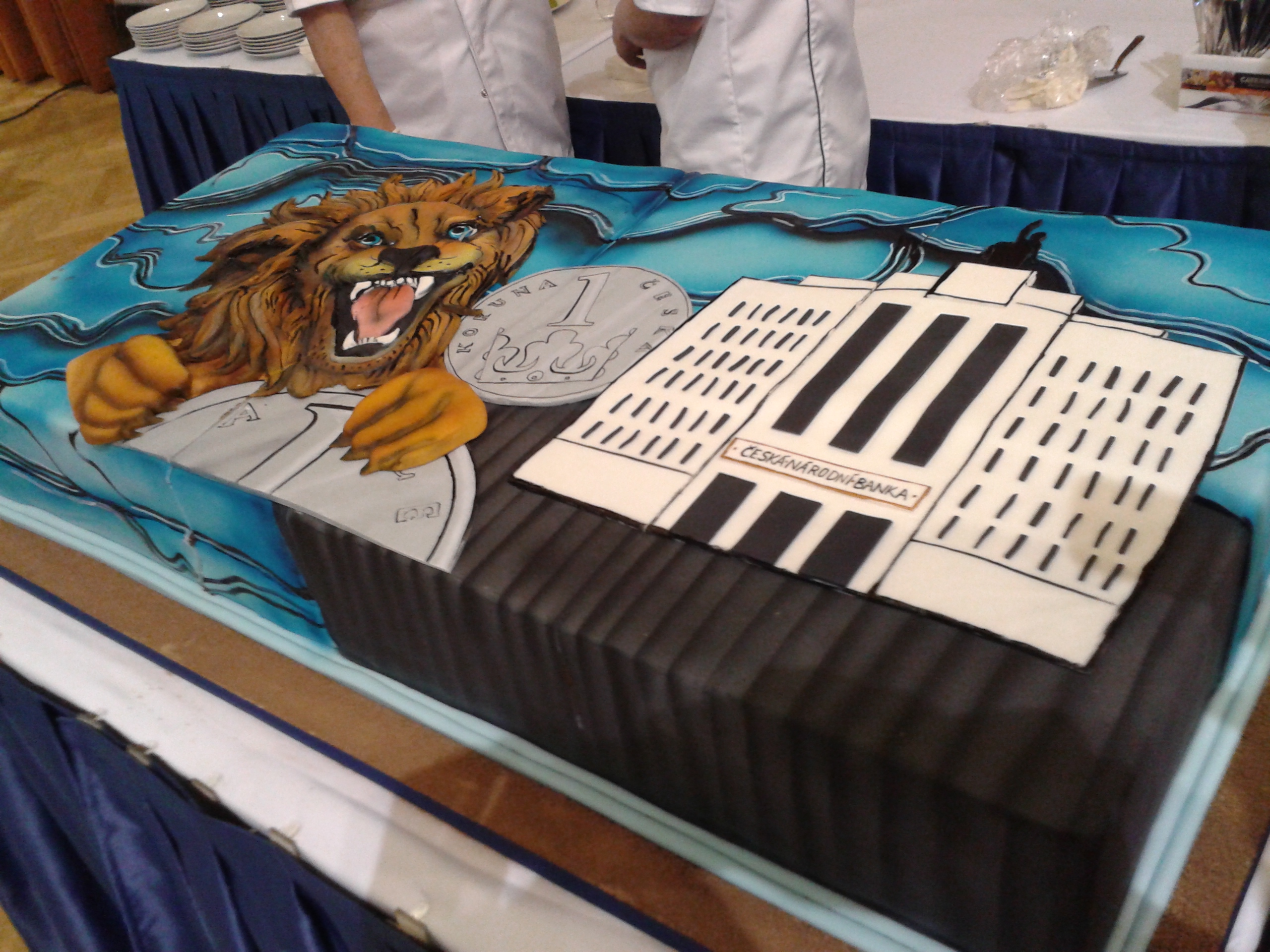
Dort pro oficiální příležitosti.

Dort je obvykle sladká pochoutka, jejímž základem jsou různé druhy těsta. To je po upečení rozřezáno na pláty, které se slepují krémem, čokoládou, medem, marmeládou či dalšími pochutinami. Dort se též může pokrýt cukrářským želé. Zdobí se polevou, čokoládou, ovocem apod.
Dort může být též slaný.
Narozeninové dorty se mohou zdobit dortovými svíčkami v počtu odpovídajícím věku oslavence.